# Alpine A290
Alpine A290 – elektryczny samochód osobowy klasy subkompaktowej produkowany pod francuską marką Alpine od 2024 roku.

## Historia i opis modelu

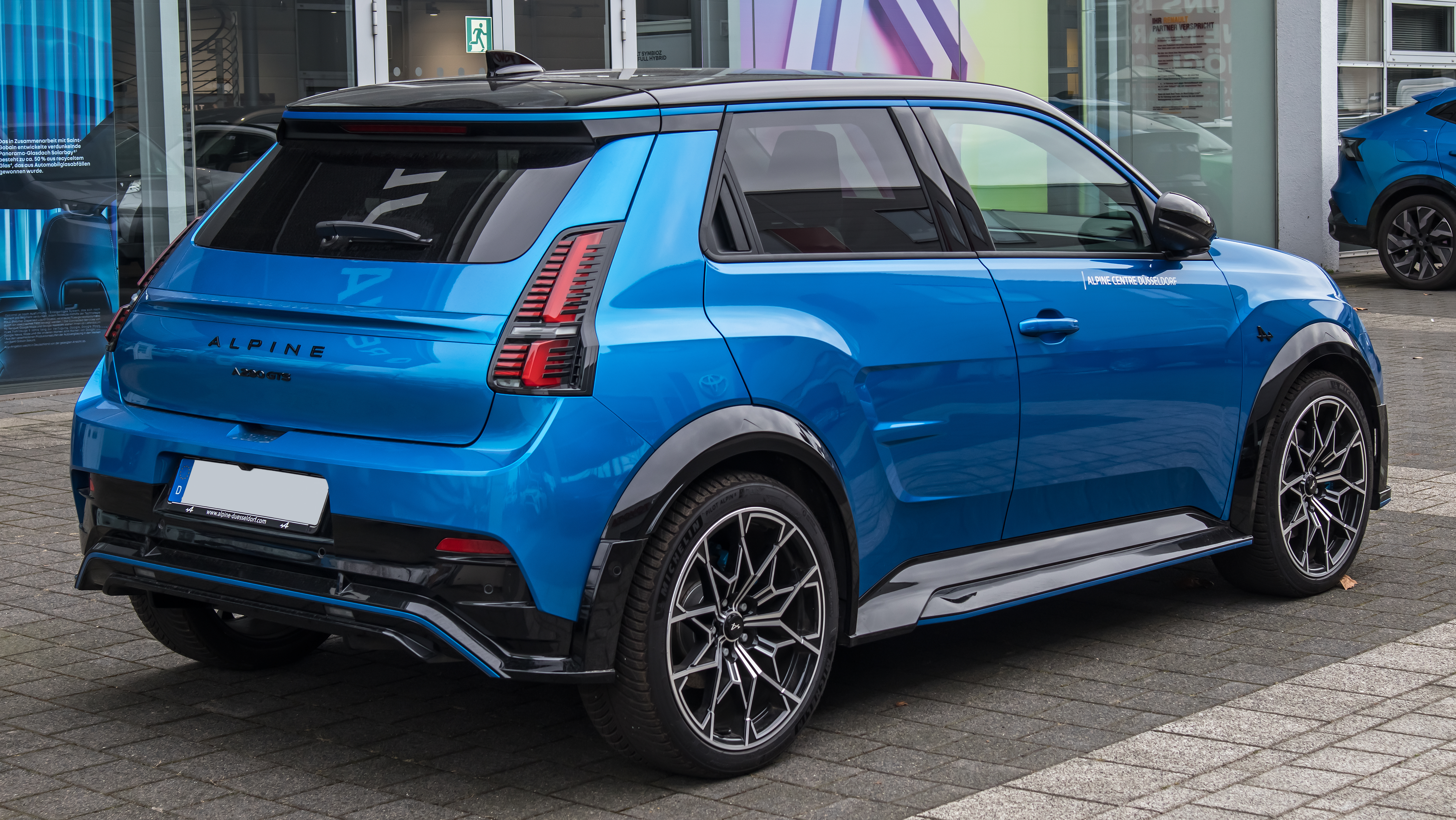
Alpine A290 - tył

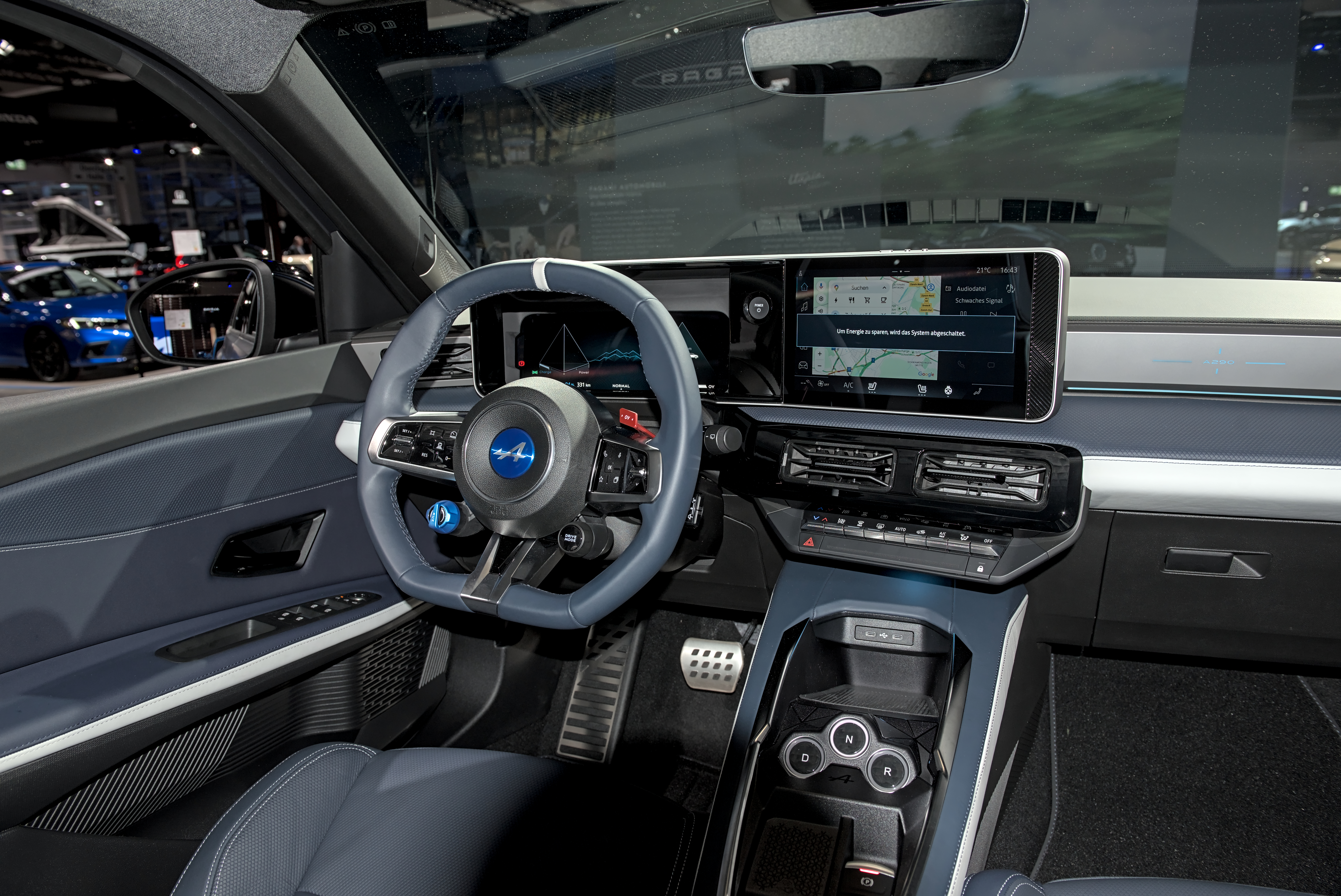
Alpine A290 - wskaźnik naładowania

W maju 2023 zaprezentowany został prototyp Alpine A290_β zwiastujący pierwszy model z nowej, szerokiej gamy samochodów elektrycznych sportowej marki Alpine. Samochód w obszernym zakresie zapowiedział kluczowe cechy produkcyjnej iteracji, której premiera miała miejsce ostatecznie rok później - w czerwcu 2024. Zgodnie z zapowiedziami, Alpine A290 powstało jako bardziej wyczynowa wariacja na temat nowego, miejskiego samochodu elektrycznego bratniego Renault - 5 E-Tech Electric.
Pod kątem wizualnym samochód wyróżnił się przeprojektowanymi zderzakami, bardziej muskularnie zarysowanymi nadkolami, dodatkowymi wytłoczeniami na tylnych drzwiach, większymi 19-calowymi alufelgami ze sportowym ogumieniem, a także dodatkowym tylnym dyfuzorem w zderzaku. Charakterystycznym akcentem zostały dodatkowe, kanciaste halogeny w sąsiedztwie reflektorów z motywem litery "X", a także oznaczenia firmy Alpine w miejscu logotypów Renault. W wymiarach wewnętrznych największe zmiany zaszły w szerokości nadwozia, a innymi ważnymi modyfikacjami technicznymi zostało m.in. sportowe zawieszenie wielowahaczowe z hydraulicznymi ogranicznikami, a także sportowe hamulce firmy Brembo. Producent postawił nacisk na uzyskanie jak najniższej masy całkowitej, uzyskując wynik 1479 kilogramów.
Obszerne modyfikacje w stosunku do pierwowzoru Renault wprowadzono także w kabinie pasażerskiej. Zastosowano inne koło kierownicy wykończone skórą i wzbogacone dwoma przyciskami, a także przeprojektowany tunel środkowy. Ten pociągnięto wyżej, przenosząc na niego funkcję wyborów jazdy - zamiast dźwigni przy kierownicy w A290 zastosowano przyciski w sąsiedztwie podłokietnika i uchwytów na kubki. Alpine przeprojektowało także oprogramowanie oraz układ systemu multimedialnego, a także zastosowało sportowe, kubełkowe fotele.

### Sprzedaż
A290 powstało z myślą o rynkach zachodnioeuropejskich, w pierwszej kolejności trafiając do sprzedaży w drugiej połowie 2024 roku w specjalnej, limitowanej do 1955 sztuk serii Premiere Edition. Zbieranie zamówień na elektrycznego hot hatcha rozpoczęto najpierw na rynku francuskim w ostatnich dniach lipca 2024.

### Dane techniczne
Alpine A290 to pierwszy w pełni elektryczny samochód w historii francuskiej firmy. Samochód powstał z myślą o dwóch specyfikacjach technicznych. Podstawowe, GT i GT Premium, łączą silnik o mocy 180 KM i 285 Nm maksymalnego momentu obrotowego, który osiąga 100 km/h w 7,4 sekundy i rozpędza się do 160 km/h. Mocniejsze, GT Performance i GTS, rozwijają 220 KM i 300 Nm, rozpędzają się od 0 do 100 km/h w 6,4 sekundy i mogą jechać do 170 km/h. Każdy wariant posiada akumulator o pojemności 52 kWh, który zapewnia do 380 kilometrów zasięgu na jednym ładowaniu w trybie pomiarowym WLTP.